# 城关镇 (宜章县)
城关镇原属湖南省宜章县下辖镇，2012年4月撤销，与城南乡一起成建制合并至新设的玉溪镇。城关镇撤销前行政区划代码431022100；下辖城北社区、四方井社区、南京洞社区、普化寺社区、清水村、曹排村、江波头村、城东村、水浸窝村、长冲村共计6行政村和4社区。